# Wilhelmine Lorenz
Auguste Wilhelmine Lorenz (* 29. November 1784 in Altenburg; † 1. Mai 1861 ebenda) war eine deutsche Lehrerin und Schriftstellerin.

## Leben
Über ihr Leben ist nur wenig bekannt. Ihr Vater, Christian Heinrich Lorenz, war Direktor des Friedrichsgymnasiums in Altenburg. Sie wirkte von 1810 bis 1825 als Erzieherin, dann wurde sie freie Schriftstellerin und Lehrerin der neueren Sprachen. Sie starb im Alter von 77 Jahren.

## Werke
- Emilie oder So liebt ein deutsches Herz und Der gefundene Schleier. Erzählung. Wienbrack, Leipzig 1827.
- Die Belagerung von Gotha. Ein historisches Gemälde des sechszehnten Jahrhunderts. Wienbrack, Leipzig 1827.
- Prinz Siegmund von Sachsen und seine Brüder. Ein historisches Gemälde des 15. Jahrhunderts. 2 Bände. Wienbrack, Leipzig 1828.
- Der Schloßberg bei Töplitz. Eine Geschichte des 17. und 19. Jahrhunderts. 2 Bände. Wienbrack, Leipzig 1829. (Digitalisat Teil 2)
- Der Fürstensohn. Eine Geschichte unserer Tage. 2 Bände. Wienbrack, Leipzig 1830.
- Bona von Lombarda. Ein historischer Roman aus dem 15. Jahrhundert. 2 Bände. Wienbrack, Leipzig 1831. (Digitalisat Band 2)
- Die Geschwister oder Die Croaten in Altenburg. Romantische Geschichte aus dem 17. Jahrhundert. Wienbrack, Leipzig 1834.
- Er kehrt zurück. Ein Roman. Wienbrack, Leipzig 1835.
- Elisabeth Tarakanow oder Die Kaiserstochter. Ein historischer Roman aus der neueren Zeit. Expedition des Eremiten, Altenburg 1833.
- Die Griechenkinder. Eine Geschichte für junge Leute von 10–12 Jahren. 1835.[1]
- Novellen. 2 Bände. o. J.[1]
- Anna von Coburg. Ein historischer Roman. 4 Bände. Wienbrack, Leipzig 1836.
- Die Reise nach Rom. 2 Bände. Wienbrack, Leipzig 1837.
- Riesen- und Rosenburg. Ein Roman aus dem 14. Jahrhundert. 2 Bände. Weinbrack, Leipzig 1838. (Digitalisat Band 2)
- Der Übel größtes ist die Schuld. Wahrheit im Romangewande. 2 Bände. Wienbrack, Leipzig 1839.
- Der Fluch. Ein romantisches Gemälde des 16. Jahrhunderts. 2 Bände. Wienbrack, Leipzig 1840.
- Schloß Tornitz. Romantisches Gemälde aus dem 17. Jahrhundert. 2 Bände. Wienbrack, Leipzig 1841. (Digitalisat Band 2)
- Der Prozeß. Geschichtlicher Roman. 3 Bände. Wienbrack, Leipzig 1842. (Digitalisat Band 3)[2]
- Olav, der Dänenprinz. Roman. Wienbrack, Leipzig 1843.
- Telefile von Vaudemont. Roman. 2 Bände. Wienbrack, Leipzig 1844.
- Vor ein und funfzig Jahren und Heute. Roman. 2 Bände. Wienbrack, Leipzig 1845 (Digitalisat Teil 2)[2]
- Friedrichs II. einzige Liebe. Roman. Wienbrack, Leipzig 1846. (Digitalisat)
- Von Altenburg nach Paris. 2 Bände. Wienbrack, Leipzig 1847.
- Rue de Langlade. Roman. Wienbrack, Leipzig 1848. (Digitalisat Band 1)[2]
- Des Stammes Letzter. Erzählung. 3 Theile. Wienbrack, Leipzig 1851. (Digitalisat 1. Theil), (2. Theil), (3. Theil)
- Eine Freundin Napoleons. Roman. Wienbrack, Leipzig 1852. (Digitalisat)[2]
- Auf Rügen. Roman. Cöthen 1854.
- Aus Nürnbergs Vorzeit. Ein Volksbild. 2 Bände. Zeitz 1857.